# 卑利得
卑利得，KC（英語：David Perry），英國資深刑事大律師。2021年1月《泰晤士報》以大字標題指出，他是起訴香港民主運動人士的「恥辱之源」。

## 生平
卑利得於萊斯特大學法學學士畢業，在1980年被林肯律師學院授予出庭資格，並在2006年被冊封為御用大律師 。
卑利得因在香港數宗備受矚目的政治案件中扮演重要角色而聞名。他曾代表香港律政司起訴前行政長官曾蔭權公職人員行為失當罪。

### 起訴香港民主運動人士
2021年1月，他被香港律政司聘用，起訴蘋果日報的創辦人黎智英，以及其他八名在2019年8月於街頭抗議中共政權鎮壓反送中運動的民主運動人士，包括李柱銘、李卓人、梁國雄、何俊仁等。
卑利得的決定受到了英國下議院外交事務委員會主席董勤達及工黨上議院議員阿多尼斯勳爵的質疑。
1月14日，英國前外相聶偉敬爵士批評卑利得的決定，並指出很明顯審判是由於中國政府決心摧毀香港的民主運動而進行。聶偉敬提醒大眾，英國最高法院前院長何熙怡女男爵承認，如果她同意在香港審理案件，她將有一個「嚴重的道德問題而問自己」。
1月17日，英國外相藍韜文受訪時批評卑利得唯利是圖，指其良心如何過意得去，認為他應該根據大律師行為守則拒絕受聘。

## 個人生活
卑利得喜愛閱讀和園藝，是一位羅馬天主教徒。